# أولاد علي بن أبي طالب
تختلف المصادر في عدد أولاد علي بن أبي طالب. في عدد الأبناء بحسب ما ورد في كتاب *الإرشاد* لـ الشيخ المفيد و*إعلام الورى* هو 27، وفي *كشف الغمة* للأربلي 28، وفي *تذكرة الخواص* 34، وفي *طبقات ابن سعد* 34، وفي *ينابيع المودة* 35، وفي *تهذيب الكمال* 36.

## خلفية
وفقًا لمصادر متعددة، كان لعلي بن أبي طالب سبعة عشر بنتًا، بالإضافة إلى أحد عشر أو أربعة عشر أو ثمانية عشر ابنًا، بحسب اختلاف الروايات.
كانت أولى زيجاته من فاطمة الزهراء، ابنة النبي محمد، وقد أنجبت له ثلاثة أبناء هم: الحسن بن علي، والحسين بن علي، ومحسن بن علي، على أن بعض المصادر لا تذكر محسن. يُقال إن محسن تُوفي رضيعًا، أو أُسقط جنينًا بعد إصابة فاطمة أثناء اقتحام بيت فاطمة، في محاولة لاعتقال علي لامتناعه عن مبايعة أبو بكر الصديق، أول الخلفاء الراشدين. تُنسب الرواية الأولى إلى مصادر سنية، بينما الثانية إلى مصادر شيعية.
يُعد الحسن والحسين الإمام الثاني والإمام الثالث في العقيدة الشيعية، وتعرف ذريتهما بـ الحسنيين والحسينيين على التوالي. يُكرم جميع المسلمون نسل النبي بلقب شريف وسيد. كما أنجب علي من فاطمة بنتين هما: زينب بنت علي وأم كلثوم بنت علي.
بعد وفاة فاطمة عام 632م، تزوج علي نساءً أخريات وأنجب أبناءً آخرين. من أبرزهم: محمد بن الحنفية، العباس بن علي، عمر، وقد استمر نسل علي من خلالهم. ويُلقب نسلهم بـ العلويين. وقد أنجبتهم على التوالي: خولة الحنفية، أم البنين بنت حزام، وأم حبيب بنت ربيعة (الصحباء).

## أولاد فاطمة
فاطمة الزهراء بنت النبي محمد، تزوجها علي بن أبي طالب وأنجب منها خمسة أبناء:
- الحسن بن علي
- الحسين بن علي
- زینب بنت علي
- أم كلثوم بنت علي
- المحسن بن علي(مختلف عليه)

## أبناء ليلى
ليلى بنت مسعود زوجة علي بن أبي طالب، وأنجب منها ولدين قُتلا في معركة كربلاء:
- عبيد الله بن علي
- أبو بكر بن علي

## أبناء أم البنين
فاطمة بنت حزام (المشهورة بأم البنين)، وهي الزوجة الثانية الأشهر لـ علي بن أبي طالب، أنجبت منه أربعة أولاد قُتلوا جميعًا في كربلاء:
- العباس بن علي
- عثمان بن علي
- جعفر بن علي
- عبد الله بن علي

## ابن خولة
خولة بنت جعفر بن قيس، كانت أَسِيرة في معركة اليرموك، ثم تزوجها علي بن أبي طالب، وأنجب منها:
- محمد بن الحنفية

## ابن من جارية
من إحدى جواري علي بن أبي طالب وُلد له:
- محمد الأصغر بن علي، وقُتل في كربلاء.

## أبناء أسماء
أسماء بنت عميس، زوجة علي بن أبي طالب، أنجبت منه:
- يحيى بن علي
- عون بن علي

## أولاد الصهباء
رزق علي بن أبي طالب من الصهباء التغلبية توأمًا:
- عمر بن علي
- رقية بنت علي

## أولاد أمامة
أمامة بنت أبي العاص، حفيدة النبي محمد، أنجبت من علي بن أبي طالب:
- محمد الأوسط بن علي
- عائدة بنت علي

## أولاد أم سعيد
أم سعيد بنت عروة بن مسعود، أنجبت من علي بن أبي طالب:
- أم الحسين بنت علي
- رملة الكبرى بنت علي

## ابنة محياة
محياة بنت امرئ القيس، أنجبت:
- أم يعلى بنت علي، وتوفيت صغيرة.

## بنات علي من الإماء
عدد من البنات من الإماء، وأسماؤهن: أم هاني بنت علي، ميمونة بنت علي، زینب الصغرى بنت علي، رقية الصغرى بنت علي، رملة الصغرى بنت علي، أم كلثوم الصغرى بنت علي، فاطمة بنت علي، أمامة بنت علي، خديجة الكبرى بنت علي، خديجة الصغرى بنت علي، أم الكرام بنت علي، أم سلمة بنت علي، جمانة بنت علي، نفيسة بنت علي، صفية بنت علي.

## قائمة أولاد علي بن أبي طالب
| اسم الأم                   | الرقم | اسم الولد   | تاريخ الولادة | تاريخ الوفاة | مكان الدفن      | ملاحظات                                                     | مصدر |
| -------------------------- | ----- | ----------- | ------------- | ------------ | --------------- | ----------------------------------------------------------- | ---- |
| فاطمة الزهراء              | 1     | الحسن       |               |              | المدينة المنورة |                                                             |      |
| فاطمة الزهراء              | 2     | الحسين      |               | 61 هـ        | كربلاء          |                                                             |      |
| فاطمة الزهراء              | 3     | زينب        |               |              | دمشق            |                                                             |      |
| فاطمة الزهراء              | 4     | أم كلثوم    |               |              | دمشق            |                                                             |      |
| فاطمة الزهراء              | 5     | محسن        |               |              | المدينة         | أُسقط في حادثة الهجوم على بيت علي (حسب بعض المرويات الشيعية) |      |
| فاطمة بنت حزام (أم البنين) | 6     | العباس      |               | 61 هـ        | كربلاء          |                                                             |      |
| فاطمة بنت حزام (أم البنين) | 7     | عثمان       |               |              |                 |                                                             |      |
| فاطمة بنت حزام (أم البنين) | 8     | عبد الله    |               |              |                 |                                                             |      |
| فاطمة بنت حزام (أم البنين) | 9     | جعفر        |               |              |                 |                                                             |      |
| ليلى بنت مسعود             | 10    | أبو بكر     |               | 61 هـ        | كربلاء          |                                                             |      |
| ليلى بنت مسعود             | 11    | عبيد الله   |               |              |                 |                                                             |      |
| زرقاء (جارية)              | 12    | محمد الأصغر |               | 61 هـ        | كربلاء          |                                                             |      |
| أسماء بنت عميس             | 13    | يحيى        |               |              |                 |                                                             |      |
| أسماء بنت عميس             | 14    | عون         |               |              |                 |                                                             |      |
| أمامة                      | 15    | محمد الأوسط | 14 هـ         | 65 هـ        | أران وبيدغل     | يُعرف بهلال بن علي أو عبد الرحمن، مدفون في أران وبيدغل.      |      |
| صهبا التغلبية (أم حبيب)    | 16    | عمر         |               |              |                 | ذُكر أن له أخًا بنفس الاسم قُتل في كربلاء                      |      |

## بنات علي
من بناته أيضًا: رقية، أم حسن، أم هاني، فاطمة، زينب الصغرى، ميمونة، نفيسة، خديجة، أمامة، رملة الكبرى، جمانة، أم سلمة، رقية الصغرى، أم كلثوم الصغرى، رملة الصغرى، أم الكرام، أم جعفر، وبعض الروايات تذكر سكينة بنت علي.